# Séverine Vandenhende
Séverine Vandenhende (n. 12 ianuarie 1974, Dechy, Nord-Pas-de-Calais, Franța) este o sportivă ce a reprezentat Franța, medaliată olimpică. A participat la o ediție a Jocurilor Olimpice (2000) în care a câștigat o medalie de aur.

## Participări
Lista de mai jos prezintă principalele competiții la care a participat Séverine Vandenhende de-a lungul carierei.
- judo at the 2000 Summer Olympics – women's 63 kg[*]